# 519 Dywizjon Okrętów Rozpoznawczych
519 Dywizjon Okrętów Rozpoznawczych (68 BOORW) – morski związek taktyczny Sił Zbrojnych Federacji Rosyjskiej w strukturach Floty Czarnomorskiej.

## Struktura i okręty
| Okręty dywizjonu w linii w 2008 |             |                 |
| Nazwa                           | Typ         | Uwagi           |
| SSW-201 Priazowie               | projekt 264 | w linii od 1987 |
| Ekwador                         | projekt 861 | w linii od 1970 |
| Kildin                          | projekt 861 |                 |
| Liman                           | projekt 861 | w linii od 1970 |